# كيد جوردن
كيد جوردن (بالإنجليزية: Kidd Jordan)‏ هو عازف جاز أمريكي، ولد في 5 مايو 1935 في كراولي في الولايات المتحدة.

## وصلات خارجية
- كيد جوردن على موقع IMDb (الإنجليزية)
- كيد جوردن على موقع ميوزك برينز (الإنجليزية)
- كيد جوردن على موقع أول ميوزيك (الإنجليزية)
- كيد جوردن على موقع ديسكوغز (الإنجليزية)